# Салутио (Арецо)
Салутио је насеље у Италији у округу Арецо, региону Тоскана.
Према процени из 2011. у насељу је живело 182 становника. Насеље се налази на надморској висини од 313 м.